# ديريك داونينج
ديريك داونينج (بالإنجليزية: Derrick Downing)‏ (3 نوفمبر 1945 بدونكاستر في المملكة المتحدة - ) هو مدرب كرة قدم ولاعب كرة قدم بريطاني في مركز الدفاع. لعب مع نادي ليتون أورينت ونادي ميدلزبره ونادي هارتلبول يونايتد ونادي يورك سيتي ونادي سكاربورو وفريكلي أثلتيك ‏ وMexborough Town F.C. ‏ وHatfield Main F.C. ‏.

## وصلات خارجية
- ديريك داونينج على موقع قاعدة بيانات كرة القدم.إي يو (الإنجليزية)